# Tagmar
Tagmar é um RPG brasileiro de alta fantasia, publicado pela primeira vez em 1991.  Trata-se do primeiro RPG criado por brasileiros e lançado  no Brasil. Foi inicialmente publicado pela Editora GSA, editora criadas pelos próprios autores,e que encerrou suas atividades em 1997. Tagmar seguia o estilo dos RPGs típicos do início dos anos 1990, mas trouxe uma série de inovações, a principal delas era reunir, em um único livro, tudo o que um jogo precisava: regras, ambientação, sistema de magias, criaturas e uma aventura pronta para jogar. Inspirado em O Senhor dos Anéis de J. R. R. Tolkien e na mitologia grega, usa dados de 10 e 20 faces e utiliza tabelas para resolver ações, combates e magia.
Sua principal inovação é a divisão dos pontos de vida em energia física (resistência do corpo) e energia heroica (coragem e habilidade para evitar danos). Personagens perdem primeiro energia heroica ao serem atacados, podendo assim realizar feitos heroicos e sobreviver a muitos golpes, mas quando ela acaba, começam a sofrer dano físico. Esta separação resolve um serie de problemas na simulação de combate.
Tagmar retornou em 2005 por meio do Projeto Tagmar, adotando uma licença Creative Commons - Atribuição-NãoComercial, que permite o uso, distribuição e modificação do material, desde que não haja fins lucrativos e os devidos créditos sejam mantidos. 
A partir de 2006, Tagmar passou a ser adaptado para outros sistemas além do original, sendo o primeiro o sistema Daemon. Em 2007, anunciaram adaptações para o Sistema d20, GURPS, Mutants & Masterminds e Dungeon World, mas apenas a versão para Daemon foi concluída. Em 2011, o cenário ganhou uma aventura para Old Dragon, intitulada O Casamento. 

## Histórico

### Lançamento: O primeiro RPG brasileiro
Na década de 1980, os RPGs eram importados e era necessário ter vários livros para jogá-los. Esse período ficou conhecido como Geração Xerox, composto por jogadores que, sem acesso fácil às edições originais, fotocopiavam os livros estrangeiros para poder jogar. Foi com esta ausência de RPG em português, que os quatro autores (Marcelo Rodrigues, Ygor Moraes Esteves da Silva (também coautor de Millenia), Júlio Augusto Cezar Junior e Leonardo Nahoum) se juntaram no fim dos anos 80 para criar o primeiro RPG totalmente desenvolvido por brasileiros. O primeiro livro foi lançado em 21 dezembro de 1991 no Rio de Janeiro. Depois dele, foram publicados cinco suplementos: O Arado de Ouro, O Livro de Criaturas, A Fronteira, o livro-jogo Estandarte Sangrento e O Império. 
Apesar de Tagmar ter sido um marco como o primeiro RPG brasileiro, ele não foi o primeiro RPG publicado no país: o sistema GURPS da Steve Jackson Games, foi licenciado pela Devir, e lançado um pouco antes no mesmo ano, em 1991. Já o Dungeons & Dragons, o primeiro RPG do mundo, só teve sua edição oficial brasileira em 1993, lançada pela Grow.
Devido a uma seria de acontecimentos no mercado editorial brasileiro, a editora GSA fechou em 1997 e o sistema foi descontinuado. Sem uma editora para dar continuidade o Tagmar ficou estagnado.

### O renascimento
Em setembro de 2004, os autores do RPG Tagmar se reuniram e decidiram liberar os direitos autorais do Tagmar, desde que não fosse para fins lucrativos. Com esta resolução em mãos, um grupo de pessoas se reuniu e decidiu criar uma nova versão do Tagmar. Nascia assim o Projeto Tagmar.
Este projeto foi criado seguindo os moldes das licenças usados para desenvolvimento de software, utilizando uma licença Creative Commons Atribuição-NãoComercial.
Neste tipo de projeto os produtos são criados/evoluídos através de trabalho voluntário e utilizam uma licença especial na qual todo material gerado é de licença aberta.
Após um ano de trabalho, em setembro de 2005 foi lançado o Tagmar 2.0 através do novo site oficial do Tagmar  Esta nova versão tinha como principal ênfase a atualização das regras.
Em 2006, Tagmar deixou de ser um cenário restrito ao sistema próprio e o cenário passou a ser adaptado para outros sistemas, o primeiro escolhido foi o sistema Daemon da Daemon Editora. Em fevereiro de 2007, é anunciado o projeto de adaptar Tagmar para o Sistema d20, e em seguida GURPS, Mutants & Masterminds, Dungeon World, mas nenhuma destas adaptações foram concluídas, com exceção da versão para Daemon. Em 2011, foi publicada a aventura em e-book O Casamento, uma adaptação do cenário de Tagmar para Old Dragon.
Ao logo dos anos foram lançadas varias atualizações (Tagmar 2.1, 2.2 e 2.3) e em maio de 2018 a terceira edição foi lancada com inúmeras mudanças, principalmente nas técnicas de combate, armas e habilidades.
Em 2023, uma iniciativa da comunidade de RPG escolheu a data do lançamento (21/12) do Tagmar como o Dia do RPG Brasileiro.
Em março de 2025, foi anunciado que o Tagmar 3 Edição Revisada será publicado por um financiamento coletivo na plataforma Catarse.
Atualmente o Tagmar continua sendo desenvolvido pelo Projeto Tagmar e conta com mais de 30 títulos lançados que podem ser baixados gratuitamente do seu site oficial.

## Cenário
Tagmar se apresenta como um cenário de fantasia medieval onde a magia, embora real e poderosa, é uma força rara e perigosa. Neste mundo meticulosamente construído, deuses ativos, legiões demoníacas e criaturas sobrenaturais coexistem com as raças inteligentes - humanos, elfos, anões e pequeninos - em um equilíbrio precário que confere ao cenário seu caráter único.

### Uma História em Três Atos Cósmicos
A cronologia de Tagmar se estrutura em três eras fundamentais:
1. O Tempo das Névoas: Quando os deuses moldaram o mundo e seus primeiros habitantes
2. A Era dos Filhos: Período de florescimento das raças inteligentes e seus reinos
3. O Ciclo das Mentiras Infernais: Marcado pela ascensão e queda do Império Molda e pela catastrófica emergência da Seita Bankdi, cuja invocação de forças demoníacas deixou cicatrizes permanentes no mundo

### O Mundo Conhecido apresenta uma tapeçaria de nações distintas:
- Calco, farol do saber e da magia disciplinada
- Verrogar, máquina de guerra em expansão constante
- Levânia, deserto implacável que esconde o terrível Campo Branco
- Ludgrim, refúgio tolerante dos meio-elfos
- Filanti, onde os ecos da Seita Bankdi ainda assombram as cortes

Locais enigmáticos como Dartel - o reino oculto dos pequeninos - e as Estepes Vítreas - planícies de cristal impenetráveis - oferecem desafios únicos para aventureiros.

### Sistema de Crenças e os Perigos da Magia
O panteão de Tagmar, com divindades como Blator (Guerra), Palier (Conhecimento) e Selimom (Paz), influencia diretamente os acontecimentos mundiais. A magia, embora presente, segue regras rígidas - artefatos encantados são relíquias únicas, e o uso irresponsável de poderes arcanos pode desencadear consequências catastróficas.
Tagmar se destaca por seu:
- Realismo consequente: Ausência de elementos fantásticos gratuitos
- Profundidade histórica: Eventos passados ecoam no presente
- Diversidade geopolítica: Desde reinos cavaleirescos até cidades-estado mercantis
- Tensão constante: A ameaça da Seita Bankdi permanece como uma sombra sobre o mundo

## Sistema do Tagmar

### Atributos
Tagmar possui 6 atributos básicos: Intelecto, Aura, Carisma, Força, Físico e Agilidade. Cada atributo é definido rolando-se 3 dados de 10 faces (3d10) e somando os dois maiores resultados para formar o valor final. Este valor é o ajuste básico aplicado a todos os testes relacionados àquele atributo. 
A partir do Tagmar 2.0 foi criado um 7º atributo: Percepção. Outras mudanças foram a forma de determinar os atributos que foi mudada para permitir utilização de distribuição de pontos e o valor final do atributo que variava de 2 a 20, e mudou assumindo os bónus dos atributos como sendo o próprio atributo, com isto os valores passaram de -2 a +6.

### Raças e Profissões
As raças vêm da inspiração na Terra Média, incluindo: humanos, anões, pequeninos, elfos florestais, elfos dourados e meio-elfos. Cada raça oferece modificadores nos atributos e tem restrições específicas para as profissões.
No Tagmar as classes são chamadas de profissões e são: guerreiro, ladrão, sacerdote, mago, rastreador e bardo. A profissão define as habilidades básicas do personagem, incluindo armas, magias.

### Habilidades
No Tagmar as perícias são chamadas de Habilidades e estão divididas em grupos: subterfúgio, influência, profissional, manobra e geral, refletindo o treinamento típico de cada classe.
As habilidades de combate e magia são baseadas na profissão e possuem níveis que aumentam conforme o personagem evolui. O jogador distribui pontos para melhorar armas e magias que conhece.

### Experiência
Os Pontos de Experiência (XP),  não são adquiridos por matar monstros e pilhar tesouros, mas sim concedidos pelo mestre de acordo com o desempenho do jogador, interpretação e cumprimento de missões.

### Dados utilizados
Os testes e combates são realizados usando dados de 20 faces (d20) e dados de 10 faces (d10).

### Sistema de testes
Os testes são baseados na Tabela de Resolução colorida, onde o jogador combina o valor do atributo com a habilidade envolvida para determinar a coluna da tabela a ser usada. O resultado do dado indica o tipo de sucesso ou falha. Os testes não são disputas diretas contra o atributo, mas comparações contra um nível de dificuldade estipulado pelo mestre.

### Combate e magia
Combate e magia são tratados como habilidades especiais, com regras específicas, mas também usam o sistema de tabela de resolução para determinar sucesso e efeitos.

### Energia Física e Energia Heroica
Uma inovação de Tagmar é a divisão dos pontos de vida em dois tipos:
- Energia Física (EF): representa a saúde real do corpo do personagem, e quanto dano físico ele pode suportar antes de morrer. A absorção de dano causada por armaduras e escudos aumenta a Energia Física efetiva do personagem.
- Energia Heroica (EH): é uma energia especial que só heróis possuem, permitindo resistir a golpes mortais e escapar de situações perigosas, representando o espírito aventureiro e a vontade de viver.[20]

Esta divisão permite resolver uma série problemas como os ataques de surpresa, quedas, personagens indefesos e acertos críticos, os quais ignoram a Energia Heroica e vão direto na Energia Física.

## Material publicado
Atualmente o Tagmar possui uma extensa lista de títulos publicados que podem ser baixados gratuitamente do site oficial. Dentre estes títulos se destacam:
- Livro de Regras
- Livro de Criaturas
- Livro de Magias
- Livro das Magias Perdidas
- Livro dos Objetos Mágicos
- Livro dos Arquétipos
- Livro de Introdução à Ambientação
- Livro de Ambientação
- Livro dos Reinos
- Livro das Terras Selvagens
- O Império
- 2 Livros de Crônicas
- Livro das Ordens Sacerdotais
- Romance Traição & Magia
- Senhos das Profundezas
- Livro dos Deuses
- Tabuleiros de Aventuras
- 6 Aventuras Prontas
  - O Casamento
  - O Arado de Ouro
  - A Ilha dos Corvos
  - A Fronteira
  - A Vingança
  - O Torneio
- 6 Guias dos Colégios de Magia
- Guia Rápido de Criação de Personagens
- Guia de Regras Resumidas
- Guia de Magias para Principiantes